# Kaya Pangur
Kaya Pangur is een bestuurslaag in het regentschap Aceh Tenggara van de provincie Atjeh, Indonesië. Kaya Pangur telt 210 inwoners (volkstelling 2010).